# وادي الجباس
وادي الجَبّاس وادي يقع بولاية القيروان في الوسط التونسي، يمر قرب قرية الجباس.